# Bozakites ruficeps
Bozakites ruficeps är en stekelart som beskrevs av André Seyrig 1952. Bozakites ruficeps ingår i släktet Bozakites och familjen brokparasitsteklar. Inga underarter finns listade.